# 聖公會主愛小學

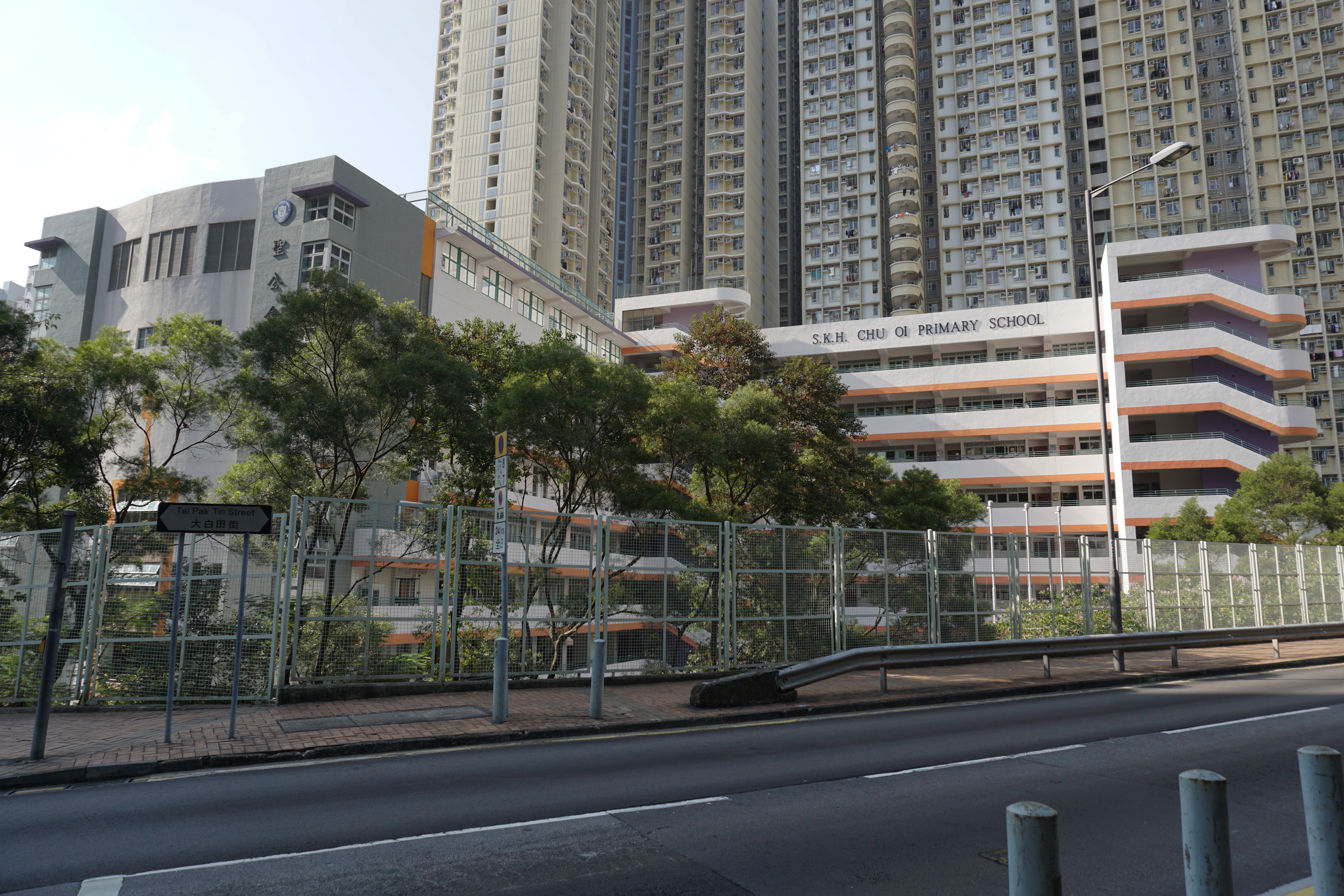
校舍東北面

聖公會主愛小學（英語：S.K.H. Chu Oi Primary School） 是位於葵青區（小學校網：64）的一間資助全日小學，學校面積約 6800平方米屬於男女校，創立於1968年，學校的宗教背景是基督教，辦學團體為聖公宗（香港）小學 監理委員會有限公司。該校辦學宗旨是「秉承「非以役人　乃役於人」的基督關愛精神，言傳身教，為孩童提供優質全人教育，為社會文明及國家富強作出貢獻，並使學生在靈、德、智、體、群、
美六育培養中發展完美的人格。」。
聖公會主愛小學校風淳樸、訓輔合一。學生知禮守規、尊師愛校。舉辦親子講座及建立老師支援學生小組，改善學生行為表現。學校推行「成長的天空」計劃及聯校「生命、心靈及價值教育」計劃，藉不同計劃及活動協助學生、家長及教師培育正向思維，建立快樂生活的方式。

## 校政管理

### 歷任校監
- 李乃元 先生[1]
- 陳璟 女士[2]
- 郭始基 先生

### 歷任校長

#### 上、下午校
- 廖翼顯 先生[1]

#### 上午校
- 鍾鏡南 先生[2]

#### 下午校
- 劉超群 先生[3]

#### 全日
- ？-2011年：譚國鈞 先生[4]
- 2011年-2018年：雷穎儀 女士
- 2018年-2020年：譚先明 先生
- 2020年-2023年：駱瑞萍 女士
- 2023年起：潘靄玲 女士

## 編制

### 教學編制
2021/22學年班級結構資料30的班級結構是小一5班，小二5班，小三5班，小四5班，小五5班，小六5班，總計全校共開30班。(以教育局在2021年所批核的班級數目為準)
班級教學模式上學校設有輔導教學，以新資助模式推行融合教育，透過「全校參與」支援模式、共同備課及協作教學來改善學教，提升學習效能，支援不同教育需要的學生達至全人發展。
四至六年級每級設兩班學習能力較佳的班別(精英班)，其餘三班根據學生能力平均分班(普通班)，重點培育成績較佳的同學。

#### 中學聯繫
聖公會主愛小學不設一條龍中學。該校不設直屬中學。該校不設聯繫中學。-

#### 學費
聖公會主愛小學屬於資助全日小學，毋須繳付學費。

## 課外活動、設施、教學及策略
該校設有各種課外活動，從而提高學生的學習興趣，增強自信，發揮潛能，服務社群。當中包括學術、體育、服務、興趣小組等。該校也參與校外活動，如陸運會、球類比賽、音樂、舞蹈、話劇、數學比賽等，均有優異成績。
聖公會主愛小學為一所設有30個課室的千禧校舍，除課室外尚有1個禮堂及1個圖書館，3個操場，以及各個特別室，包括學生活動中心、1個電腦室、1個STEM room、校園電視台、視藝室、英語室、音樂室、常識室、輔導室及小聖堂。
聖公會主愛小學的教學語言是中文。
學校教學策略方面，透過活動課、成長課、公民教育講座及多元智能小舞台等，訓練學生多元智能、自治及與人溝通等能力。因應學生的需要及各學習領域的特色，推行校本課程，如寫作、英語拼音及專題研習及個人成長教育等，務求不斷提昇學校師生教與學的效能。
學校全年全科考試次數為2次，全年全科測驗次數為2次。

## 著名/傑出校友
- 吳佩孚（吳少基）：香港堪輿學家（1985年上午校）
- 張錦程：香港男藝人（1979年下午校[註 1]）
- 胡諾言：香港男藝人（1989年）
- 梁冠芬：基督教香港信義會信義中學校長（1980年下午校）